# Auch Ninotschka zieht ihr Höschen aus
Auch Ninotschka zieht ihr Höschen aus ist ein deutscher Sexploitationfilm aus dem Jahre 1973.

## Handlung
Jedelko, ein kleines Dorf in Sibirien. Das sowjetische Landwirtschaftsministerium im fernen Moskau hat bestimmt, dass drei Kolchosbäuerinnen, deren körperliche Vorzüge nicht unbedingt repräsentativ für die russische Bäuerin sui generis sind, zu einer Landwirtschaftsmesse nach München entsendet werden sollen. Dort haben sie nicht nur die „ruhmreiche“ Sowjetunion zu repräsentieren, sondern sie sollen auch sowjetische Güter wie Schweine, Kaviar und Krimsekt an den Klassenfeind für dringend benötigte Devisen verkaufen. Die drei blonden Auserwählten heißen Olga, Natascha und Vera, und diese verabschieden sich von ihren Bauernjungs sexfilmgemäß erst einmal mit einer flotten Nummer im Heu. Derweil ist der verantwortliche Genosse Kommissar schon in höchster Aufregung, da sich die drei Kolchos-Mädchen verspäten und man unbedingt den Bus zur Kleinbahnstation erwischen muss, um den Sibirienexpress in Irkutsk nicht zu verpassen.
Schließlich landen die Damen samt Aufpasser Pjotr, einem schmalen Kerlchen mit Brille, im Nachtzug Richtung Wien und beginnen in ihrer Sexsucht sogleich über den nur allzu willigen Schaffner herzufallen. Am Münchner Ostbahnhof werden sie von einer piekfeinen Limousine abgeholt, die aber nicht etwa für den Besuch aus der UdSSR bereitgestellt worden war, sondern für einige im 20er-Jahre-Look auftretende Dämchen, die samt ihrem Zuhälter, dem öligen „Nutten-Fred“, der wie die Karikatur eines Chicago-Mobsters der Al-Capone-Zeit gekleidet ist, zeitgleich aus Wien erwartet werden. Als dieser die drallen Sowjet-Mädels in dem für ihn gedachten Wagen davonbrausen sieht, hält er die Russinnen prompt für unwillkommene Konkurrenz. Der Russenimport wird nun dorthin kutschiert, wo die österreichischen Prostituierten landen sollten, in ein Münchner Bordell. Die Puffmutter ist höchst erfreut über die „frische Ware“, macht sich lüstern gleich an den verschüchterten Pjotr heran und verwöhnt erst einmal die jungen Damen, auf dass diese recht bald in horizontaler Lage für sie ordentlich Geld verdienen mögen. Olga, Natascha und Vera sind jedoch weder schockiert noch den Wünschen schnackselwilliger Bajuwaren abgeneigt, ist Sex doch ihre liebste Beschäftigung.
In der Zwischenzeit ist „Nutten-Fred“ mitsamt seinen Prostituierten von der Messeleitung, im Glauben, dass es sich bei ihnen um die sowjetischen Gäste handelt, abgeholt worden und landet prompt auf der Landwirtschaftsmesse. Er versucht aus dieser Verwechslung das Beste zu machen und überlegt, wie er die Messe schnell zu einem lukrativen Puff umfunktionieren könnte. Sein Plan hat prompt Erfolg, und die männlichen Messebesucher sind bald ganz scharf darauf, die angeblichen Kolchosearbeiterinnen genauer kennenlernen zu dürfen. Und da sich so mancher Kapitalist den Sozialismus ganz anders vorgestellt hat, macht die Sowjetunion nach dem sexuellen Vergnügen sogar noch formidable Geschäftsabschlüsse. Derweil überlegt sich Genosse Pjotr ernsthaft, ob er nicht gleich umsatteln sollte, denn er würde, so glaubt er, einen prächtigen Zuhälter abgeben. Als der ganze Schwindel auffliegt, kehrt jeder der Beteiligten in seine Welt zurück. Allzu böse sind die Genossen im „Arbeiter- und Bauernparadies“ UdSSR ihrem Pjotr und den drei Mädels nicht, denn die Kolchose mit Olga, Natascha und Vera läuft seit ihrer Rückkehr besser als je zuvor.

## Produktionsnotizen
Auch Ninotschka zieht ihr Höschen aus entstand im Sommer 1973 in München und wurde am 5. Oktober 1973 uraufgeführt.
Die titelgebende Ninotschka steht in diesem Film sinnbildlich für die russische Frau, bezieht sich aber deutlich auf den Film Ninotschka, in dem ebenfalls drei (männliche) Sowjetbürger in den „Westen“ geschickt werden.

## Kritik
„Sex-Lustspiel der untersten Stufe.“

## Einzelnachweis
1. ↑  Auch Ninotschka zieht ihr Höschen aus. In: Lexikon des internationalen Films. Filmdienst, abgerufen am 27. August 2017.